# La3 (multiplex)
La3 è stato uno dei multiplex della televisione digitale terrestre a copertura nazionale presenti nel sistema DVB-T italiano, appartenente a H3G S.p.A. fino al 31 dicembre 2016, per poi passare alla società Wind Tre S.p.A. fino al 21 novembre 2019 e, successivamente, alla società Prima TV.

## Caratteristiche
Il La3 trasmetteva inizialmente sul canale 60 della banda UHF V in Lombardia e sul canale 54 della banda UHF V in Lazio. 
In seguito trasmetteva in SFN sul canale 37 della banda UHF V in tutta Italia eccetto in Sardegna, dove trasmetteva sul canale 22 della banda UHF IV, e in Toscana nord-occidentale, dove il centro trasmittente di Monte Serra fu spento per interferenze con i canali della Corsica.

## Storia

### 2006
- 1º giugno 2006: Attivato in tutta Italia il mux in DVB-H.

### 2011
- 24 novembre 2011: Convertito il mux DVB-H in DVB-T contenente il solo canale La3.

### 2012
- 12 gennaio 2012: L'AGCOM blocca tutte le frequenze e il mux viene spento.
- 5 dicembre 2012: Riattivato il multiplex. Aggiunti i canali Canale 5 HD e Rete 4 HD.[2]
- 6 dicembre 2012: Aggiunto La3.

### 2013
- 28 maggio 2013: Aggiunto Italia 1 HD.
- 29 ottobre 2013: Aggiunti i canali a pagamento Eurosport e Eurosport 2 inclusi nella piattaforma Mediaset Premium.

### 2014
- 11 febbraio 2014: Aggiunta la dicitura "provvisorio" a Canale5 HD e rimossa la LCN.
- 17 febbraio 2014: Eliminato Canale5HD PROVVISORIO.
- 29 luglio 2014: Aggiunta la dicitura "provvisorio" a Eurosport e Eurosport 2.
- 9 settembre 2014: Aggiunto Canale5 HD. Eliminati Eurosport e Eurosport 2.
- 6 novembre 2014: Aggiunto MShoppingTV.

### 2015
- 2 gennaio 2015: Eliminato La3.
- 3 marzo 2015: Eliminato MShoppingTV.
- 23 giugno 2015: Eliminato Rete4 HD ed aggiunti Premium Action HD, Premium Crime HD e Premium Calcio 7.

### 2016
- 9 dicembre 2016: Eliminato Premium Calcio 7.

### 2017
- 14 febbraio 2017: Aggiunto R101 TV.
- 28 marzo 2017: Aggiunto R101.
- 11 aprile 2017: Aggiunto 105 TV.

### 2018
- 18 gennaio 2018: Aggiunte Radio 105 e Virgin Radio.
- 19 aprile 2018: Premium Action viene downscalato in SD ed aggiunto Mediaset Italia 2.
- 1º giugno 2018: Eliminati Premium Action, Premium Crime e Canale 5 HD; aggiunti 20 Mediaset HD e Mediaset Extra HD.
- 1º agosto 2018: Eliminato Mediaset Extra HD ed aggiunto Rete 4 HD.
- 31 ottobre 2018: Eliminato 105 TV ed aggiunto Virgin Radio TV.
- 6 novembre 2018: Eliminato Italia 1 HD.

### 2019
- 30 gennaio 2019: Aggiunta Radio Monte Carlo.
- 28 febbraio 2019: Aggiunte due copie di Mediaset Italia Due sulle LCN 66 e 566. Eliminati Rete 4 HD e 20 Mediaset HD.
- 9 luglio 2019: Eliminato Mediaset Italia Due.
- 20 novembre 2019: Eliminati tutti i servizi televisivi e radiofonici presenti per la chiusura del multiplex.[3]
- 21 novembre 2019: Gli impianti del multiplex vengono disattivati in tutta Italia.

### 2020
- 4 maggio 2020: Riattivato il multiplex con il canale Sportitalia HD sulla LCN 560, trasmesso in definizione standard nel formato H.264.[4]
- 13 maggio 2020: Sportitalia HD passa all'alta definizione.[5]
- 6 giugno 2020: Aggiunto il suffisso HD nel logo di Sportitalia.[6]
- 11 giugno 2020: Aggiunta la scritta Plus nel logo di Sportitalia HD.[7]

### 2022
- 31 maggio 2022: Aggiunto Deluxe 139.
- 29 giugno 2022: Chiusura del mux in tutta Italia.

## Servizi

### Canali televisivi presenti al momento della chiusura
| LCN | Canale         | Note       |
| --- | -------------- | ---------- |
| 560 | Sportitalia HD | FTA (HDTV) |